# Широков, Евгений Петрович
Евге́ний Петро́вич Широ́ков (род. 19 ноября 1931, село Новое, Волоколамский район, Московская область) — деятель советского и российского телевидения и радио, журналист, автор телевизионных фильмов. Член Союза журналистов России. Лауреат Государственной премии СССР, премии профессионального признания «Лучшие перья России» (2001) и национальной телевизионной премии «Телегранд» (2007). Член Евразийской академии телевидения и радио. Заслуженный работник культуры Российской Федерации (1996). Кавалер ордена Дружбы (2011).

## Биография
В 1958 году окончил экономический факультет МГУ им. Ломоносова.
В 1960 году начал работать корреспондентом на радио, вещавшем на Москву.
С 1972 по 1973 год – главный редактор Дирекции программ Всесоюзного радио.
С 1973 по 1976 год – главный редактор радиостанции «Юность» .
С 1976 по 1984 год – главный редактор Главной редакции программ для молодёжи ЦТ. В этот период в эфир вышли программы «Что? Где? Когда?», «Весёлые ребята», «Вираж», «От всей души», тележурнал «Мир и молодёжь» .
С 1984 по 1990 год – заведующий корпунктом советского телевидения и радио в Венгрии.
В 1990 году работал первым заместителем главного редактора Главной редакции информации ЦТ.
В 1991 году был назначен заместителем председателя РГТРК «Останкино» .
С 1991 по 1992 год – директор радиостанции «Маяк» .
С 1993 по 1997 год – обозреватель «Маяка» .